# 거핑
거핑(갈평, 중국어 간체자: 葛平, 병음: Gé Píng, 1960년 6월 4일 ~)은 중화인민공화국의 성우이다. 애니메이션 란마오에서 란마오 역을 맡았으며 특히 거핑이 란마오에 대해서 소개하는 영상이 중화인민공화국 인터넷에서 패러디 전용 영상으로 사용되고 있다.